# Dink Smallwood
Dink Smallwood ist ein Indie-Action-Rollenspiel, das von Robinson Technologies entwickelt wurde und 1998 für Microsoft Windows erschien. Schon im Folgejahr wurde es als Freeware veröffentlicht. Mit der Veröffentlichung des Quelltextes unter einer freien Lizenz wurde GNU FreeDink Teil des GNU-Projektes. 2022 erschien ein Computerspiel-Remaster unter dem Titel Dink Smallwood HD bei GOG.com sowie im Apple App Store und bei Google Play.

## Spielprinzip

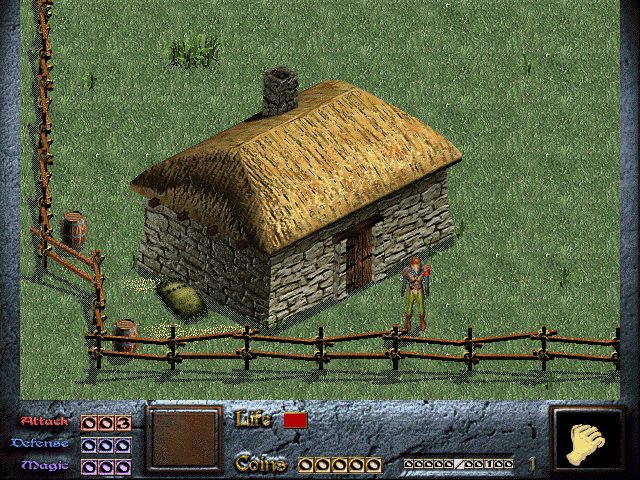
Wohnhaus des Protagonisten

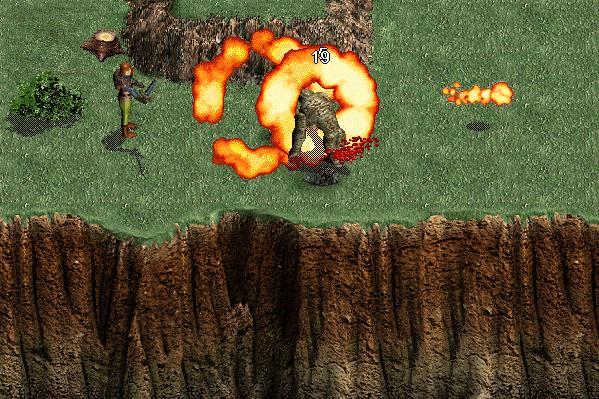
Kampf mit Höllenfeuer gegen einen Steingiganten

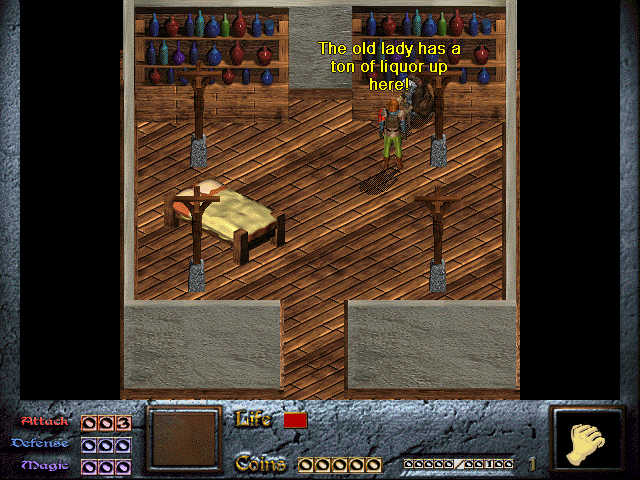
In einem Hausinneren

Es handele sich um ein Hack and Slay, bei dem man Landschaften in jeweils einer Bildschirmlänge betrete und dort Feinde erledige. Zudem böte es „fetch quests“ und teilweise kleinere Puzzles. Erfahrungspunkte können in verbesserte Angriff, Verteidigung oder magische Kräfte investiert werden und die Anzahl der Trefferpunkte steigt. Durch die Erweiterungen mit Dink Modules (DMODs) können weitere von Nutzern erstellte Abenteuer nachgeladen werden.

## Entwicklung
Die Entwicklung betrug 1 Jahr mit einem Budget von 16.000 US-Dollar. Das Spiel wurde von Seth Robinson programmiert, Justin Martin steuerte alle Grafiken bei und Greg Smith war für das Leveldesign und Scripting zuständig. Im Januar 1997 begann die Erstellung der Grafiken. Für die Spiel-Engine wurde zunächst auf Basis der DirectX-Beispiele experimentiert und im April 1997 die Programmierung gestartet und im September 1997 die Karten- und Skript-Engine vollständig implementiert. Auf Alpha Blending und den 16-Bit RGB-Farbraum wurde aus Leistungs-Gründen verzichtet. Im Dezember war die Entwicklung abgeschlossen. Der Fokus auf Modding war inspiriert von Quake.
Die Musik wurde von Mitch Brink komponiert. 3d Studio Max and Photoshop wurden für die Erstellung der Grafiken verwendet, Visual C++ und DirectX 5 zur Programmierung der Engine. Ein großer Einfluss beim Schreiben war Maniac Mansion und Monkey Island von LucasArts. Zunächst war geplant, das Spiel in Vogelperspektive darzustellen. Später wurde jedoch entschieden die Grafiken stärker in isometrischer Perspektive zu erstellen. Gegen Ende der Entwicklung kam es durch Gewinneinbrüche im Verkauf über Mailbox zu Finanzierungsschwierigkeiten. Seth Robinson verkaufte in dem Zuge die Rechte seiner vorherigen Spiele. Die Fertigstellung verzögerte sich und es gab schon Vorbestellungen, so dass das letzte Viertel des Spiels überhastet fertiggestellt wurde. Innerhalb der USA wurden zwischen 6.000 und 7.000 Kopien abgesetzt. In Skandinavien vertrieb Iridon Interactive das Spiel und setzte 1.200 Exemplare im Einzelhandel ab. Insgesamt wurden die Entwicklungskosten knapp wieder eingespielt. Das Team konzentrierte sich danach auf andere Spiele. Als die Kartonverpackungen ausgingen und aufgrund des nur sehr geringen Verkaufserfolgs entschied sich das Team, das Spiel kostenlos zu veröffentlichen. Später wurde der Quelltext an Dan Walma ausgehändigt, damit dieser Patches veröffentlichen konnte, die später offiziell wieder eingepflegt wurden. Sylvain Beucler war die treibende Kraft, die daraus später GNU FreeDink initiierte. Auch die überarbeitete Fassung Dink Smallwood HD für iPhone und Android wurde mit Quelltext veröffentlicht.

### GNU FreeDink
Als GNU FreeDink wurde das Originalspiel mitsamt seiner Unterstützung für Mods mithilfe von SDL auf weitere Betriebssysteme portiert und der damals patentierte Codec MP3 gegen Ogg Vorbis ersetzt. Zudem wurde es in weitere Sprachen übersetzt. Mit Emscripten erschien eine Version, die mit JavaScript und WebAssembly im Webbrowser lauffähig wurde. 20 Jahre nach der Veröffentlichung war FreeDink weiter in Entwicklung und wurde mit Unterstützung für OpenGL-basierte Hardwarebeschleunigung ausgestattet.

## Rezeption
Dink Smallwood fand wenig Beachtung in der Computerspielpresse. Simon Ingham von Computer and Video Games verglich es mit dem Klassiker The Legend of Zelda: A Link to the Past oder Diablo. Grafik und Gameplay seien schwach. Es sei langweilig und voller grafischer Fehler. Lobend erwähnt wurde der Humor. Barry Brenesal von der amerikanischen GamePro kritisierte die Dialogoptionen. Ihm gefiel die Kombination aus Grafik-Adventure und Echtzeit-Kämpfen. Es sei visuell veraltet, aber dennoch attraktiv gestaltet. Jordan Thomas von The Adrenaline Vault bezeichnete Dink Smallwood als einzigartig und einfach gehalten. Die Progression erfolge ähnlich wie in frühen King’s-Quest-Spielen. Ähnlich wie in der Reihe The Legend of Zelda sei der Kampf einfach zu meistern und spaßig. Es gäbe Probleme bei den Levelbegrenzungen. Die Quests seien einfach und grenzten oft an Albernheit.
Damian Thomas von RPGFan bewertete die Gratisfassung. Dink Smallwood sei zwar kein Meilenstein, aber dennoch empfehlenswert. Er verglich den Humor mit The Secret of Monkey Island. Die Steuerung sei gut, das Spielprinzip einfach ebenso wie die Grafik. Die Musik sei überdurchschnittlich.